# Nozawa Onsen
Nozawa Onsen (jap. 野沢温泉村, -mura) ist ein Skiort in der Präfektur Nagano und ein bekanntes Skigebiet Japans. 
14 Bewohner des kleinen Dorfes haben bereits an Olympischen Winterspielen teilgenommen.

## Geschichte
1930 kam der Skipionier Hannes Schneider auf Einladung des japanischen Kronprinzen nach Japan, um in Vorträgen und Seminaren die Arlberg-Technik zu erläutern. Im selben Jahr war Schneiders Buch Wunder des Schneeschuhs auf Japanisch erschienen. In Nozawa Onsen folgte der praktische Teil, die Skikurse.
In den 1950er Jahren wurde hier der zweite Skilift Japans gebaut.
1971 wurde Nozawa Onsen Partnerstadt von St. Anton am Arlberg, dem Wirkungsortes des Hannes Schneider.
1995 fand in Nozawa Onsen der 15. Interski-Kongress statt.
1998 wurden im Biathlonstadion Nozawa Onsen die Biathlon-Wettbewerbe der Olympischen Winterspiele von Nagano ausgetragen.

## Sehenswürdigkeiten
Eine Spezialität des Ortes ist Nozawana, eine Art von Tsukemono.

### Skigebiet
- Anzahl Abfahrten: 20
- Anzahl Lifte: 24
- Längste Abfahrt: 10.000 m
- Pisteneinteilung: 40 % Anfänger, 30 % Mittlerer Anspruch, 30 % Profis

Den Ort und das Skigebiet verbindet ein 300 Meter langes Förderband (Yu-road), das den Gast mühelos aus dem Ort an die Talstation bringt.
Mit 2 Gondelbahnen, 22 Sesselliften und einer Pistengesamtlänge von 50 km gehört Nozawa Onsen zu den größten Skigebieten Honshūs.

### Japanisches Skimuseum
Eine Sehenswürdigkeit für Skifans ist auch das Japanische Skimuseum, das direkt mit den Ski zu erreichen ist.
Es wird eine große Sammlung historischer Ski, unter anderem aus Österreich, China und der Mongolei, ausgestellt und zeigt außerdem sehr anschaulich, wie das Skifahren nach Japan kam.

### Onsen

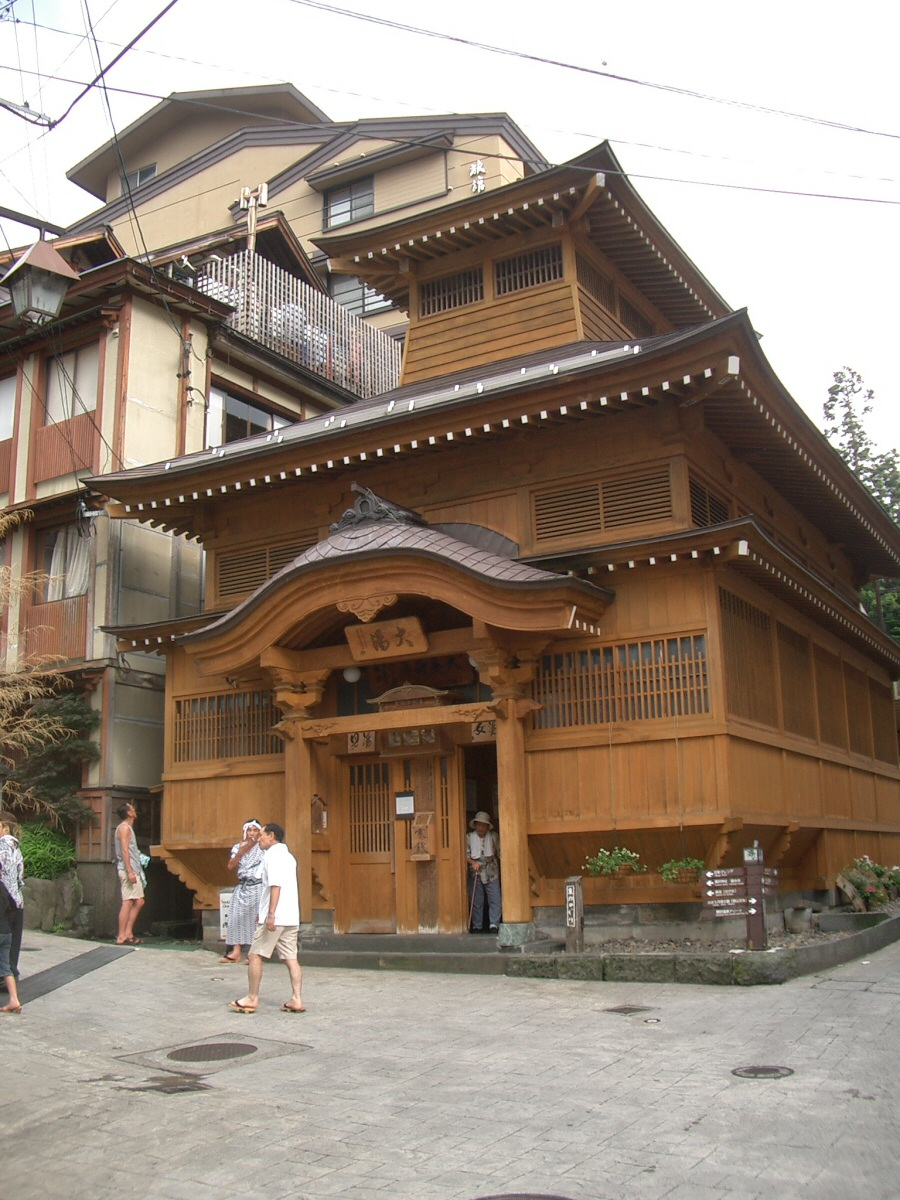
Öffentliches Bad

Nozawa Onsen ist außerdem sehr bekannt für seine Vielzahl an heißen Quellen (Onsen). Es gibt über 30 heiße Quellen und 13 öffentliche Bäder, in denen man gratis baden kann. Sie werden von den in der Nähe lebenden Bewohnern (Yunakama) unterhalten.
Touristen wird in der heißesten Quelle – die Ogama-Quelle kommt auf etwa 90 Grad – das heiße Wasser auch zum Eierkochen vorgeführt (Onsen-Tamago).

## Partnerstädte
- Onjuku, Japan
- St. Anton am Arlberg, Österreich (seit 1971)

## Söhne und Töchter der Stadt
- Kazuo Satō (* 1937), Skilangläufer
- Motoharu Matsumura (* 1946), Skilangläufer
- Jin’ya Nishikata (* 1968), Skispringer
- Takanori Kōno (* 1969), Nordischer Kombinierer
- Satoshi Mori (* 1971), Nordischer Kombinierer
- Gen Tomii (* 1973), Nordischer Kombinierer
- Kōji Takasawa (* 1974), Nordischer Kombinierer
- Osamu Ueno (* 1983), Freestyle-Skier
- Seigo Katō (* 1998), Skirennläufer
- Sana Azegami (* 2001), Nordische Kombiniererin
- Shōgo Azegami (* 2001), Nordischer Kombinierer
- Ayane Miyazaki (* 2002), Nordische Kombiniererin

## Weblinks

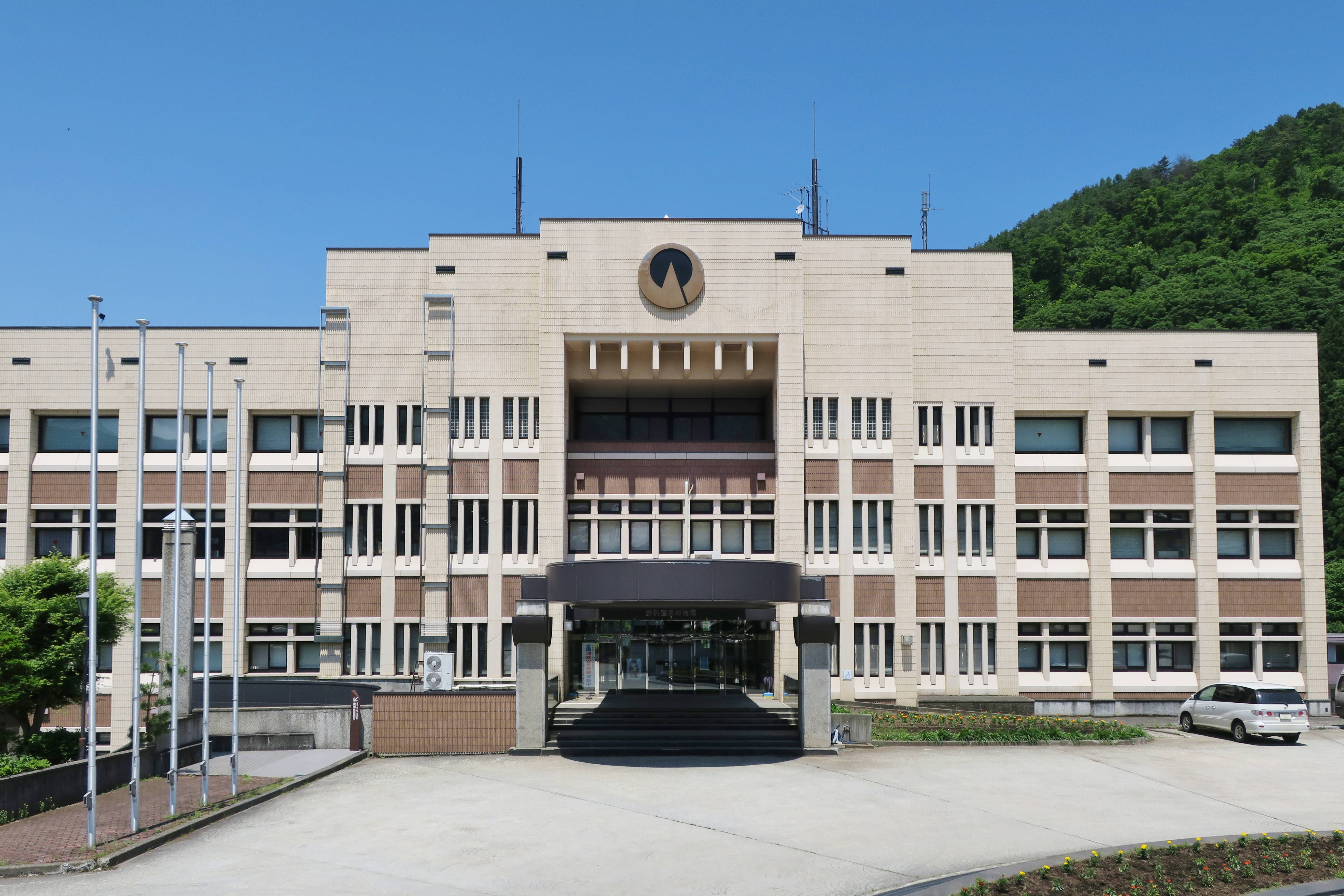
Rathaus

## Angrenzende Städte und Gemeinden
- Iiyama
- Kijimadaira
- Sakae